# 广西清明花
广西清明花（学名：Beaumontia pitardii）为夹竹桃科清明花属的植物。分布在越南以及中国大陆的广西等地，生长于海拔700米至1,000米的地区，见于山地山谷密林中、疏林中或攀援大树上，目前尚未由人工引种栽培。